# 이흥순 (배드민턴인)
이흥순(1971년 11월 19일~)은 대한민국의 배드민턴 선수 출신 배드민턴 지도자이다. 선수시절 1994년 아시안 게임에 참가해 금메달을 획득했다.